# Min Aung Hlaing
Min Aung Hlaing, född 3 juli 1956 i Minbu i Magway, är en burmesisk general och sedan den 1 augusti 2021 premiärminister i Myanmar. Han är ordförande för det militära juntaråd som styr Burma enväldigt sedan militärkuppen i februari 2021.